# Бил Дана
Уилиям Харви „Бил“ Дана (на английски: William Harvey Bill Dana) е американски тест пилот и участник в Програмата X-15.

## Биография
Дана е роден на 3 ноември 1930 г. в Пасадена, Калифорния. Получава бакалавърска степен по военни науки и квалификация боен пилот от Американската военна академия през 1952 г. Става магистър по аерокосмическо инженерство през 1958 г. в Университета на Южна Калифорния. Същата година започва работа в НАСА, в изследователския център Драйдън, авиобазата Едуардс, Калифорния. Женен от 1962 г. Със съпругата си Джуди имат четири деца и седем внуци. Живее във Финикс, Аризона.

## В Програмата Х-15
През април 1960 г. е избран за астронавт в 1960 Dyna-Soar Group. Напуска програмата през 1962 г. и започва полети на ракетоплана X-15. Общо в програмата извършва 16 полета, в това число и последния Полет 199 на 24 октомври 1968 г. Най-високата скорост, която постига е 3897 мили в час (6235 км/час). На 1 ноември 1966 г. по време на Полет 174, Бил Дана достига височина 58,1 мили (93,5 км) – четвърто най-добро постижение в цялата програма. Съобразно действащите нормативи му е присвоена званието „астронавт на USAF“ и му е връчен почетния знак „астронавтски крила на USAF“. През 2005 г., Бил Дана получава званието „астронавт“ и почетния знак „астронавтски крила на НАСА“, но неговия Полет 174 не е признат за космически полет.

## След Х – 15
След 1970 г., Бил Дана участва като консултант в програмата Спейс шатъл. Продължава да работи за НАСА и извършва тестови полети с експериментални машини: девет полета с Northrop HL-10, 19 с Northrop M2-F3 и два с Martin Marietta X-24B. От началото на 80-те години е зам.-директор на полетните операции на НАСА в експерименталната дивизия. През 1986 г. става главен тест пилот на НАСА. Участва като старши изпитател в програмите F-15 HIDEC (Highly Integrated Digital Electronic Control) и F-18 High Angle of Attack. Пенсионира се през 1998 г. след 40-годишна служба в НАСА.

## Награди
- Медал на НАСА за изключителни заслуги.

През 1993 г. Бил Дана е приет в Аерокосмическата зала на славата, а през 2005 г. получава „астронавтски крила“ на НАСА.